# Апиратос
Апи́ратос (греч. Απέραθος), Апирантос (Απείρανθος) — город в центральной горной части острова Наксос в Греции. Входит в общину (дим) Наксос и Малые Киклады в периферийной единице Наксос в периферии Южные Эгейские острова. Население 722 жителя по переписи 2011 года.
Находится в 28 километрах от административного центра общины — Наксос. Второй по населению город на острове после Филотиона. Впервые упоминается в 1420 году флорентийским путешественником Кристофоро Буондельмонти в «Книге островов в архипелаге». Основное занятие жителей – земледелие и добыча наждака.
Во время Национального раскола 2 декабря 1916 года на остров прибыли представители Движения народной обороны правительства Элефтериоса Венизелоса в Салониках, чтобы заручиться поддержкой жителей в войне с Германией на стороне Антанты. 2 января 1917 года во время беспорядков жандармы открыли огонь по толпе, среди жителей Апирагоса 32 человека погибло и 14 ранило.

## Общинное сообщество Апиратос
В общинное сообщество Апиратос входят 7 населённых пунктов. Население 904 жителя по переписи 2011 года. Площадь 67,956 квадратного километра.
| Наименование | Население (2011), человек |
| ------------ | ------------------------- |
| Азалас       | 29                        |
| Апиратос     | 722                       |
| Канаки       | 14                        |
| Клидо        | 24                        |
| Лигаридия    | 23                        |
| Муцуна       | 84                        |
| Панермос     | 8                         |

## Население
| Год  | Население, человек |
| ---- | ------------------ |
| 1991 | 790                |
| 2001 | 747                |
| 2011 | ↘ 722              |